# Рьойвархьопън
Рьойвархьопън (на исландски: Raufarhöfn) е село в Исландия.

## География
Намиращо се на 10 км от Северния полярен кръг, то е най-северното населено място в страната. Населението на селото е 228 жители през 2005 година.
Рьойвархьопън е разположено в североизточната част на Исландия в региона Нордюрланд.

## История
През 1834 г. селцето е било частна ферма. В началото на 1950 г., по време на големия улов на херинга около Исландия, пристанището на Рьойвархьопън е преустроено и в близост до селцето е открито най-голямото количество херинга, което някога е документирано.